# Sergio Mendoza
Sergio Mendoza (ur. 23 maja 1981 w El Progreso) – honduraski piłkarz występujący na pozycji środkowego obrońcy. Obecnie gra w Motagui Tegucigalpa.

## Kariera klubowa
Sergio Mendoza zawodową karierę rozpoczął w 2002 w grającym w pierwszej lidze honduraskiej Realu España, z którym zwyciężył w rozgrywkach Apertura 2003/2004. Łącznie występował w nim przez 4 lata, po czym latem 2006 odszedł do Olimpii Tegucigalpa. Przez 3 lata gry dla tej drużyny w linii obrony grał u boku takich zawodników jak Wilfredo Barahona, Oscar Boniek García, Rony Morales, Johnny Palacios i Nahún Ávila. Z Olimpią Mendoza zanotował wygraną w turniejach zamknięcia 2007/2008 i 2008/2009. W letnim okienku transferowym w 2009 honduraski zawodnik przeniósł się do innego zespołu z Tegucigalpy – Motagui.

## Kariera reprezentacyjna
W reprezentacji Hondurasu Mendoza zadebiutował w 2002. W 2007 razem z drużyną narodową dotarł do ćwierćfinału Złotego Pucharu CONCACAF. 30 maja 2008 strzelił swoją pierwszą bramkę w reprezentacji, a Honduras zremisował 1:1 z Wenezuelą. W maju 2010 Reinaldo Rueda powołał Mendozę do kadry na Mistrzostwa Świata w RPA.